# Pantar (Lanao del Norte)
Pantar ist eine philippinische Stadtgemeinde in der Provinz Lanao del Norte. Sie hat 21.773 Einwohner (Zensus vom 1. August 2015).

## Baranggays
Pantar ist politisch in 23 Baranggays unterteilt.
| - Bangcal - Bubong Madaya - Bowi - Cabasaran - Cadayonan - Campong - Daluma - Nassif - Dibarosan - Kalanganan East - Kalanganan Lower - Kalilangan - Pantao-Marug | - Pantao-Ranao - Pantar East - Poblacion - Pitubo - Poona-Punod - Punod - Sundiga-Punod - Tawanan - West Pantar - Lumba-Punod |